# قلعه آنجو
دژ آنجو یک دژ نظامی است که در دوران امپراتوری گوگوریو ساخته شده و بعدها در دوران پادشاهی چوسان بازسازی و تعمیر شد. این دژ در شهر آنجو، استان پیونگان جنوبی، کره شمالی واقع شده است. این بنا پس از منتقل شدن پایتخت به پیونگ‌یانگ، به عنوان یک مرکز دفاعی شمالی بنیان شد.

## اطلاعات دژ
این دژ از سه بخش ایجاد شده است که همگی در بازه‌های زمانی گوناگون بنیان نهاده شده‌اند: دژ داخلی، دژ بیرونی و دژ جدید. دژ داخلی مرتبط به امپراتوری گوگوریو است؛ این دژ دارای دیوارهایی در امتداد خط الراس رشته کوه کادو در ساحل رودخانه چونگچون است. این دیوارها ۷ تا ۸ متر از سطح زمین و ۴ تا ۵ متر در دامنه تپه‌ها ارتفاع داشتند و ۶٫۵۰۰ متر طول داشتند. دژ بیرونی در زمان پادشاهی چوسان ساخته شده است و ۳٫۶۵۰ متر طول دارد. دژ جدید بیش از ۵۵۰ متر طول دارد و در قرن هفدهم بنیان گشته است. این دژ چندین بار در دوره‌های گوریو و چوسان تعمیر و مَرمت شد.
در داخل دژ، برکه‌های بزرگی پر از آب وجود داشت. بزرگ‌ترین آنها برکه چیلسانگ عنوان دارد که «با هفت جزیره کوچک شبیه به صورت فلکی دب اکبر انباشته شده بود.»
دژ آنجو دارای دروازه‌های شمالی، جنوبی، شرقی و غربی است که هر کدام بر روی یک پایه سنگی با یک طاق و یک اتاق دروازه بنیان گشته است. دروازه‌های دژ تا پایان پادشاهی چوسان نسبتاً بدون دگرگونی باقی مانده بودند؛ بیشتر دروازه‌ها و دیوارها در طول دوره استعمار ژاپن تخریب شدند. و فقط طاق دروازه شرقی دژ بیرونی به همان شکل اولیه خود باقی مانده است. این دژ در طول جنگ کره دچار آسیب شد، با این حال در سال ۱۹۷۷ میلادی بازسازی شد.